# Ecce Homo al Cerriglio (Nápoly)
Az Ecce Homo al Cerriglio templom Nápoly történelmi központjában.

## Története
A templomot és az azonos nevű testvériséget 1620-ban alapította Lorenzo Fasano atya, akinek sikerült megszereznie a Santa Maria la Nova telkének egy kis részét. 1656-ban, a szegény származású testvérek vagyona megnőtt, mivel a várost sújtó pestisjárvány során bűnbocsánati cédulák kereskedésével foglalkoztak. 
A későbbiekben egy lépcső révén összeépítették a szomszédos Santa Maria la Nova-templommal. A templombelső, amit a 18. században építettek újjá, a rokokó ízlés szerint van díszítve. A boltozatot freskók borítják, a padló majolikalapokkal van kirakva. A főoltárt márványból faragták.